# Leski
Leski là một huyện thuộc tỉnh Podkarpackie của Ba Lan. Huyện có diện tích 835 km². Đến ngày 1 tháng 1 năm 2011, dân số của huyện là 26658 người và mật độ 32 người/km².